# Little Mosedale Beck
Der Little Mosedale Beck ist ein Wasserlauf im Lake District, Cumbria, England.
Der Little Mosedale Beck entsteht östlich des Tarn Crag und westlich des Harrop Pike. Er fließt in östlicher bis nordöstlicher Richtung bis zur Mündung in den Mosedale Beck.